# International Federation of Automatic Control
Die International Federation of Automatic Control (IFAC) ist eine multinationale Vereinigung nationaler Mitgliedsorganisationen, welche jeweils die technischen und wissenschaftlichen Gesellschaften des Landes repräsentieren, die sich mit Automatisierungstechnik im jeweiligen Land befassen. Die IFAC hat ihr Sekretariat in der niederösterreichischen Marktgemeinde Laxenburg, ca. 20 Kilometer südlich von Wien.
Ziel des im  September 1957 gegründeten Verbandes ist die Förderung von Wissenschaft und Technik der Automatisierung und Regelung im weitesten Sinn in allen Systemen, sei es in der Technik, der Physik, Biologie, Soziologie oder Wirtschaft, sowohl in der Theorie als auch in der Anwendung. IFAC befasst sich auch mit den Auswirkungen der Regelungstechnik und Automatisierung auf die Gesellschaft.
Der Verband verfolgt seine Ziele durch die Veranstaltung technischer Tagungen sowie jedweder anderer Mittel, die im Einklang mit den Statuten stehen und den Austausch und die Verbreitung von Informationen über Tätigkeiten in der Automatisierungstechnik fördern.
Alle drei Jahre findet ein Weltkongress statt. In der Periode zwischen den Weltkongressen werden viele Symposia, Konferenzen und Workshops organisiert, die sich mit spezifischen Aspekten der Automatisierungstechnik befassen.
Über die Aktivitäten des Verbandes erscheint ein Newsletter. Die offiziellen Magazine der IFAC sind Automatica, Control Engineering Practice, Annual Reviews in Control, Engineering Applications of Artificial Intelligence, Journal of Process Control, Mechatronics, Nonlinear Analysis: Hybrid Systems, IFAC Journal of Systems and Control, die bei Elsevier Science Ltd. erscheinen.

## Weblink
- Offizielle Website (englisch)